# Panzergrenadierbrigade 16
Die Panzergrenadierbrigade 16 „Herzogtum Lauenburg“ war eine Brigade der 6. Panzergrenadierdivision mit Sitz in Wentorf bei Hamburg und Elmenhorst (Lauenburg). Die Brigade war vor allem im Kreis Herzogtum Lauenburg stationiert und wurde am 5. Mai 1994 aufgelöst.

## Auftrag und Operationsplan

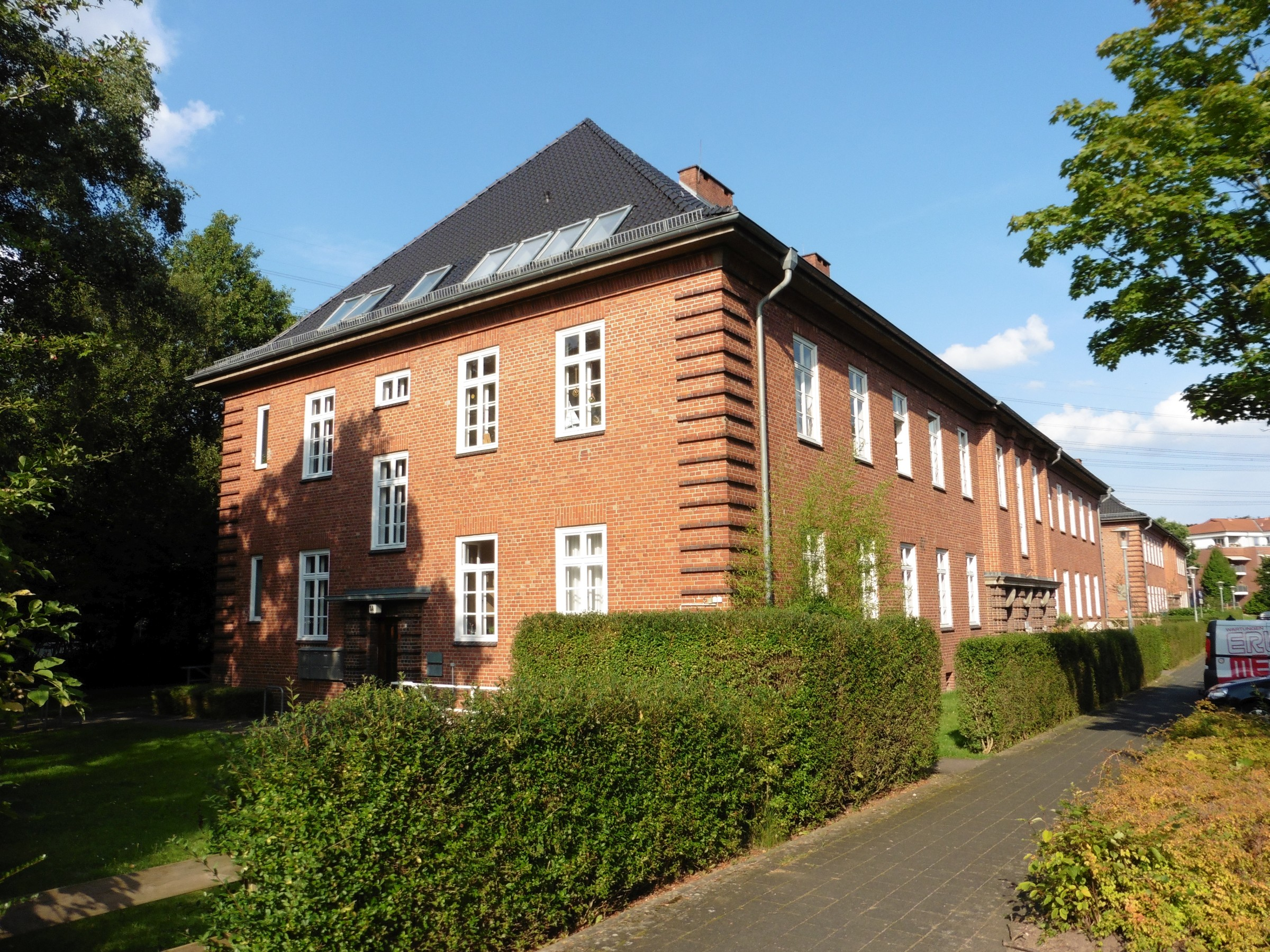
Ehemalige Bismarck-Kaserne

Gemäß General Defense Plan hatten Deckungskräfte der PzGrenBrig 16 in der Phase I den Auftrag, den Bundesgrenzschutz an der Innerdeutschen Grenze abzulösen. Darüber hinaus soll in dieser Phase aus vorgeschobenen Stellungen und Teilen der PzBrig 18 das Gefecht gegen Kräfte des Warschauer Paktes ostwärts des Elbe-Lübeck-Kanals geführt werden.
Im Süden bildet die Elbe die Grenze des Gefechtsstreifens, wo mit dem rechten Nachbar I. NL-Korps (3. Panzerdivision, 4. NL-Division und 5. NL-Division) Verbindung  gehalten musste.
Im Laufe der Kampfhandlungen sollte die 1. UK-Infanteriebrigade, als Teil der UK Mobile Force im Rahmen der Operation „Cover Point“, die PzGrenBrig 16 ablösen, wobei Letztere in den Verfügungsraum der Brigade um Hamburg-Duvenstedt verlegt werden sollte.

### Raum- und Kräfteaufteilung
Gemäß GDP aus dem Jahr 1985 hatte die PzGrenBrig 16 folgende Raum- und Kräfteeinteilung vorzunehmen:
- verstärktes PzGrenBtl 162[2] mit linkem Nachbar PzGrenBtl 182 (PzBrig 18) hatte zwischen Zonengrenze und ELK das Verzögerungsgefecht zu führen und als Schwerpunkt den Raum Büchen zu verteidigen. Ausweichende Teile waren über die Kriegsbrücke/Fähre bei Siebeneichen, Witzeezer Schleuse und Eisenbahnbrücke östlich von Büchen[2] aufzunehmen. Nach dem Verzögerungsgefecht verteidigte das vstk PzGrenBtl 162 den Raum zwischen Witzeeze und Siebeneichen und sollte dem Feind den Zugriff auf das Höhengelände zwischen Müssen und Franzhagen bei Schulendorf[2]  verwehren. Die Ablösung sollte durch die 1. UK-Infanteriebrigade erfolgen.
- PzBtl 164[2] überwachte den Stecknitz-Abschnitt bis nach Lanze in den Raum Nostorf/Landkreis Ludwigslust-Parchim, Mecklenburg-Vorpommern, DDR hinein. Das Panzerbataillon überwachte die ELK-Zugänge bei Basedow und Dalldorf[2]. Ein Überqueren des Feindes über die B-209[2]  von Schwarzenbek bis Lauenburg und ein Einbruch in die “Enge von Gülzow” sollte unbedingt verhindert werden.
- PzGrenBtl 163 überwachte den Stecknitz-Abschnitt ostwärts von Lanze[2] und die Brücken östlich von Lauenburg. Gemäß GDP sollten mechanisierte Verbände des Warschauer Paktes zu einer Massierung[2] und damit besseren Bekämpfung gezwungen werden. Der Verteidigungsbereich lag nördlich von Lauenburg mit dem Kern um die Stadt Lauenburg. Das PzGrenBtl 163 bildete den „Eckpfeiler der Verteidigungsoperation“ der PzGrenBrig 16.[2]

- gemischtes PzGrenBtl 161 bildete die Brigadereserve[2] im Verfügungsraum Schwarzenbek, um PzGrenBtl 162, PzBtl 164 und PzGrenBtl 163 zu verstärken und mögliche Einbrüche spätestens auf der Linie Grün Louisenhof –Gülzow – Grünhof/Geesthacht[2]  notfalls mithilfe der Divisionsreserve der 6. PzGrenDiv abzuriegeln.
- PzJgKp 160 sollte mit Jaguar-Jagdpanzern im Bereich PzBtl 164 und PzGrenBtl 163 aus Stellungen zwischen Basedow und Lauenburg kämpfen und einen Panzereinbruch bei Lauenburg oder B-209 abwehren.

- PzSpZg 16 (Panzerspähzug[6]) sollte zusammen mit PzGrenBtl 162 das Verzögerungsgefecht kämpfen und anschließend die Elb-Abschnitte bei Sandkrug/Schnakenbek und Borghorst überwachen[2]. Ein Augenmerk war dabei auf möglicherweise über dem Elbtal angreifende Kampfhubschrauber (Mil Mi-24 Hind) zu richten.

### Feuerplan
Der Feuerkampf der Brigadeartillerie wurde durch den Brigadeartillerieführer im Brigadegefechtsstand PzGrenBrig 16 gemäß Feuerplan geführt. Dazu mussten Teile des Raketenartilleriebataillons 62 (RakArtBtl 62 mit dem Waffensystem Mehrfachraketenwerfer 110 SF LARS) und Feldartilleriebataillon 61 (FArtBtl 61 mit Feldhaubitzen FH155 mm und Haubitzen 203 mm/M 110 A2) unterstützen.
Die Artillerie unterstützte durch Feuer Minenauffangsperren/Wurfminensperren im Bereich Bröthen und Lauenburg. Als Konterbatterien bekämpfte die Brigadeartillerie aufgeklärte Feindartillerie-Feuerstellungen im Raum Greven – Lüttenmark – Gresse.
Des Weiteren sollten die Räume um die Zonengrenze bei Langenlehsten, Waldränder um Bröthen, möglicherweise feindliche Annäherungen aus dem Raum Bickhusen, sowie die ELK-Übergangsstellen um Siebenbüchen, Dalldorf und Witzeeze durch Feuer abriegeln.

### Panzer- und Heeresflugabwehr
Die Panzerabwehr wurde durch zwei Schwärme PAHs unterstützt.
Die Heeresflugabwehr wurde im Kern durch den aus 12 Flakpanzer Gepard bestehenden Flugabwehrkampfverband 62 (FlaKpfVbd 62)   gewährleistet.
Dazu schützte jeweils eine PzFlakBttr den Verteidigungssektor des Panzergrenadierbataillons 162  mit den Übergängen bei Büchen und der Siebeneichener Schleuse und eine weitere für das PzGrenBtl 163 und PzBtl 164 durch einen FlaRiegel gegen Luftangriffe (Jagdbomber, Erdkampfflugzeuge etc.). Für die PzFlaBttr herrschte bis Auslösung der höchsten Alarmstufe “General Alert” aus Sicherheitsgründen Feuerverbot.

### Sperrplan
Für die Umsetzung des Sperrplans der PzGrenBrig 16 waren das Pionierbataillon 61 (PiBtl 61) und die Panzerpionierkompanie 160 (PzPiKp 160)  eingeteilt. Der Übergang über den ELK bei Siebeneichen wurde durch eine MLC 60-Kriegsbrücke gewährleistet, um beidseits des Kanals zu gewährleisten. Im Raum Schwarzenbek wurden Pionierkräfte bereitgehalten, um der eigenen Truppe Marschbewegungen zu ermöglichen und Stellungen für das Panzerartilleriebataillon 165 (PzArtBtl 165) auszubauen. Weitere Aufträge waren das Sperren von Übersetzstellen über die Elbe zwischen Lauenburg und Geesthacht und Zugänge zur B5.
Wurfminensperren mit entsprechenden Wirkzeiten sollten auf Befehl des Kampftruppenführers  (BrigKdr) ausgelöst werden. Zünd- und Schließtrupps der Pioniere hatten an den Sperren zu verbleiben, um diese zu schließen bzw. auszulösen.

### ABC-Abwehr
Die PzGrenBrig 16 hatte bei Grande, Havighorst und Fahrendorf Hauptentstrahlungsplätze  für die Dekontamination eingerichtet. Weitere Truppenentstrahlungsplätze liefen unter der Verantwortung der einzelnen Truppenteile.

### Luftunterstützung
Die Hauptaufgabe der Luftunterstützung lag in der Bekämpfung von feindlichen Gefechtsständen, Artilleriestellungen, Verfügungsräumen, Nachschubseinrichtungen etc. durch Gefechtsfeldabriegelung (BAI) und Luftnahunterstützung (CAS).

## Geschichte

### Vorgeschichte als Kampfgruppe in der Heeresstruktur 1
Zur Einnahme der Heeresstruktur 1 wurde die Kampfgruppe A 6 zum 2. Januar 1958 mit Standort des Stabes in der Flensburger Briesen-Kaserne neu aufgestellt. Die Kampfgruppe A 6 war zunächst Teil der 3. Panzerdivision. Als Teil der 3. Panzerdivision war die Kampfgruppe A 6 zunächst einem Arbeits- und Verbindungskommando unterstellt, das als Aufstellungsstab der 6. Grenadierdivision diente. Zum 25. September 1958 wurde das Arbeits- und Verbindungskommando in den Stab und die Stabskompanie der 6. Division umgegliedert. Der Stab der 6. Division führte die Kampfgruppe A 6.
Die Kampfgruppe A 6 gliederte sich frühestens ab Oktober 1958 in folgende Truppenteile:
- Kampfgruppenstab Kampfgruppe A 6, Flensburg[8][1]
  -  Stabskompanie, Flensburg[8]
  -  3. / Sanitätsbataillon 6[9] (teilaktiv)[1] Itzehoe[1]
  -  Panzeraufklärungskompanie 168[8]
  -  Grenadierbataillon 16,[8] Flensburg[1]
  -  Grenadierbataillon 26,[8] Flensburg[1]
  -  Grenadierbataillon 162,[8] Husum[1]
  -  III./Feldartillerieregiment 6,[9] Flensburg[1]

### Heeresstruktur 2
Zur Einnahme der Heeresstruktur 2 wurde zum 16. März 1959 die Kampfgruppe A 6 in die Panzergrenadierbrigade 16 umgegliedert. Teile der Kampfgruppe A 6 wurden zur Aufstellung der Panzergrenadierbrigade 17 verwendet. Die Panzergrenadierbrigade 16 war der 6. Panzergrenadierdivision unterstellt. Zur Brigade gehörten damals eine Stabskompanie, die Panzergrenadierbataillone 161, 162 und 163, die Panzeraufklärungskompanie 160, die Panzerjägerkompanie 160, die Panzerpionierkompanie 160, die Flugabwehrbatterie 160, das Versorgungsbataillon 166, das Panzerbataillon 164, das Feldartilleriebataillon 165 und das Feldersatzbataillon 167.

### Heeresstruktur 3
Ab 1969 verlegt die Brigade nach Elmenhorst und Wentorf. Die Stadt Flensburg verließ die Brigade offiziell am 12. Oktober 1969.

### Heeresstruktur 4
Das Einsatzgebiet der Panzergrenadierbrigade 16 „Herzogtum Lauenburg“ umfasste das südliche Schleswig-Holstein (Stormarn, Herzogtum Lauenburg und Lübeck) an der innerdeutschen Grenze, welches gegen Angriffe des Warschauer Paktes mit Stoßrichtung auf den Elbe-Lübeck-Kanal verteidigt werden sollte. Vorgesehen war eine Ablösung des Bundesgrenzschutzes und Sicherung des Kanalgebietes samt seinen Gewässerübergängen. Weiterhin sah der NATO-Verteidigungsplan vor, das Territorium östlich von Hamburg zu sichern und feindliche Verbände, eingebunden in das grenznahe Konzept der Vorneverteidigung im Raum Trittau und Mölln zu zerschlagen. Es wurden mit stark überlegenen Feindkräften gerechnet, die an der Abwehrlinie des Kanals so lange aufgefangen werden sollten, bis Divisionsreserven eingreifen konnten.
In der Heeresstruktur 4 unterstanden der Brigade um 1981:
- Stabskompanie, Bose-Bergmann-Kaserne, Wentorf
- Panzerjägerkompanie 160, Sachsenwald-Kaserne, Elmenhorst (Lanken) bei Schwarzenbek
- Panzerpionierkompanie 160, Sachsenwald-Kaserne, Elmenhorst (Lanken) bei Schwarzenbek, Wentorf
- Instandsetzungskompanie 160, Sachsenwald-Kaserne, Elmenhorst (Lanken) bei Schwarzenbek
- Nachschubkompanie 160, Bose-Bergmann-Kaserne, Wentorf
- Panzergrenadierbataillon 161, Wentorf und (4. Kompanie) Sachsenwald-Kaserne, Elmenhorst (Lanken) bei Schwarzenbek
- Panzergrenadierbataillon 162, Bismarck-Kaserne, Wentorf[14]
- Panzergrenadierbataillon 163, Wentorf (früher in der von Briesen-Kaserne in Flensburg-Weiche stationiert)
- Panzerbataillon 164, Sachsenwald-Kaserne, Elmenhorst (Lanken) bei Schwarzenbek
- Panzerartilleriebataillon 165, Bose-Bergmann Kaserne, Wentorf

1987 wurde der Brigade als erstem Bundeswehrverband überhaupt ein Beiname („Herzogtum Lauenburg“) verliehen. Sie war während der Zeit ihres Bestehens die größte Brigade.
Die Brigade umfasste im Herbst 1989 in der Friedensgliederung etwa 3615 Soldaten. Die geplante Aufwuchsstärke im Verteidigungsfall lag darüber. Zum Aufwuchs war die Einberufung von Reservisten und die Mobilmachung von nicht aktiven Truppenteilen vorgesehen. Zum Ende der Heeresstruktur 4 im Herbst 1989 war die Brigade weiter Teil der 6. Panzergrenadierdivision und gliederte sich grob in folgende Truppenteile:
- Stab/Stabskompanie Panzergrenadierbrigade 16, Wentorf bei Hamburg
  -  Panzerjägerkompanie 160, Schwarzenbek
  -  Panzerpionierkompanie 160, Schwarzenbek
  -  Nachschubkompanie 160, Wentorf
  -  Instandsetzungskompanie 160, Schwarzenbek
  -  Panzergrenadierbataillon 161 (teilaktiv), Wentorf
  -  Panzergrenadierbataillon 162, Wentorf
  -  Panzergrenadierbataillon 163, Wentorf
  -  Panzerbataillon 164 (teilaktiv), Schwarzenbek
  -  Panzerartilleriebataillon 165, Wentorf

### Heeresstruktur 5 bis zur Auflösung
Nach der deutschen Wiedervereinigung wurde zuerst beschlossen, die meisten Verbände der Brigade aufzulösen und Stamm-/Aufwuchsbeziehungen zu bilden. In einer Nachsteuerung zur Heeresstruktur 5 wurde dann 1992 beschlossen, die Brigade vollständig aufzulösen. Die Brigade wurde zum 5. Mai 1994 außer Dienst gestellt.
Angenommene Gliederung der ersten Version:
- Stab/Stabskompanie Panzergrenadierbrigade 16, Wentorf bei Hamburg
  -  Panzergrenadierbataillon 162, Wentorf
  -  Panzergrenadierbataillon 163 n. a., Wentorf
  -  Panzerbataillon 164, Schwarzenbek
  -  Panzerbataillon 174 n.a., Schwarzenbek

Vor der Auflösung der Brigade wurde Ende des Jahres 1993 der „Traditionsverband Panzergrenadierbrigade 16“ gegründet, der als Dachverband der Ehemaligenverbände der Brigade fungiert und seinen Sitz in einem ehemaligen Gebäude der Bismarck-Kaserne in Wentorf bei Hamburg hat. In ihm gliedern sich neben Traditionsverbänden der Bataillone auch zivile Vereine aus dem Umfeld. Sitz des Verbandes ist die „Alte 16“, ein Strohdachhaus, das als ältestes Gebäude Wentorfs gilt.

## Übungen
Neben diversen Truppenübungsplatzaufenthalten in Munster, Bergen-Hohne, Sennelager nahm die PzGrenBrig 16 als Gesamtverband oder mit einzelnen Bataillonen unter anderem an folgenden Übungen teil:
- KÜHLE BRISE 77, Divisionsrahmenübung
- SCHNELLES FEUER 77, Planübung

- BOLD GUARD ’78, Korpsgefechtsübung

- KÜHLE BRISE 79, Divisionsgefechtsübung

- KÜHLE BRISE 80, Divisionsgefechtsübung
- SPITZE KLINGE 80, Gefechtsübung

- BOLD GUARD ’82, Korpsgefechtsübung

- SCHNELLER WECHSEL 83, Brigadegefechtsstandübung
- GRÜNE EICHE 83, Brigadegefechtsübung
- SCHARFER BOHRER 83, Brigadegefechtsübung

- BRISK FRAY 84, Divisionsgefechtsübung
- SCHNELLE GALEERE 84, Brigadegefechtsübung
- GRÜNE EICHE 84, Brigadegefechtsübung
- BEAT BLOW 84, Artillerieübung

- TRUTZIGE SACHSEN 85, Heeresübung
- STARKE SCHLEUDER 85, Planübung
- ADLER-KRALLE 85, Bataillonsgefechtsübung

- BOLD GUARD ’86, Korpsgefechtsübung
- STARKER BÜFFEL 86, Divisionsrahmenübung
- WECHSELSPRUNG 86, Divisionsgefechtsstandübung
- SCHNELLE GALEERE 86, Brigaderahmenübung
- DREISPRUNG 86, Übung

- BEAT BLOW 87,  NATO-Gefechtsübung
- BRISK FRAY 87, Divisionsgefechtsübung
- DREIKLANG 87, Übung PzGrenBtl 162
- SCHNEEKATZE 87, Bataillongefechtsübung Panzerbataillon 164

- BEACON GLARE 88, Korpsrahmenübung
- WIRBELWIND 89, Bataillonsgefechtsübung

- STARKER SCHILD 89,  Brigadeplanübung
- BRICK FENCE 89, Gefechtsübung
- BULWARK FEE 89, Übung

## Kommandeure
Die Kommandeure der Brigade waren (Dienstgrad bei Kommandoübernahme):
| Nr. | Name                                 | Beginn der Berufung | Ende der Berufung  |
| --- | ------------------------------------ | ------------------- | ------------------ |
| 12  | Oberst Eckhart Fischer               | 1. April 1991       | 31. Dezember 1994  |
| 11  | Brigadegeneral Rolf Ocken            | 1. April 1988       | 31. März 1991      |
| 10  | Brigadegeneral Jürgen von Falkenhayn | 1. April 1984       | 31. März 1988      |
| 9   | Brigadegeneral Eckhard Klewin        | 1. Oktober 1979     | 31. März 1984      |
| 8   | Oberst Gerhard Brugmann              | 1. Oktober 1977     | 30. September 1979 |
| 7   | Brigadegeneral Joachim Bruhn         | 1. Mai 1972         | 30. September 1977 |
| 6   | Brigadegeneral Paul-Georg Kleffel    | 1. April 1970       | 30. April 1972     |
| 5   | Oberst Werner Manns                  | 1. April 1968       | 31. März 1970      |
| 4   | Oberst Oskar-Hubert Dennhardt        | 1. November 1965    | 31. März 1968      |
| 3   | Brigadegeneral Werner Ebeling        | 16. Juli 1962       | 31. Oktober 1965   |
| 2   | Oberst Hasso Neitzel                 | 1. Mai 1960         | 15. Juli 1962      |
| 1   | Oberst Jürgen Bennecke               | 1. April 1958       | 30. April 1960     |

## Verbandsabzeichen

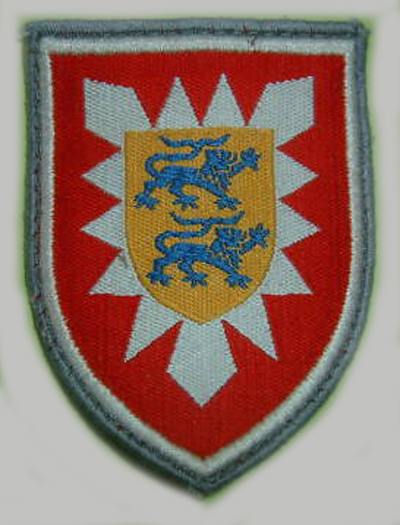
Gewebtes Verbandsabzeichen für den Dienstanzug

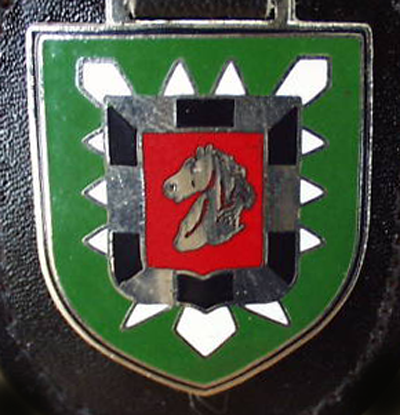
Internes Verbandsabzeichen des Stabes/Stabskompanie

Die Blasonierung des Verbandsabzeichens für den Dienstanzug der Angehörigen der Panzergrenadierbrigade 16 lautete:
 Silbern bordiert, in Rot das silberne holsteinische Nesselblatt; diesem aufgelegt ein goldener Schild; darin zwei blaue, nach innen gewandte, rot bewehrte, schreitende Löwen.
Das Verbandsabzeichen ähnelte in der Motivwahl dem Wappen Schleswig-Holsteins. Es zeigt die Schleswigschen Löwen für den Landesteil Schleswig und das Nesselblatt für den zweiten Landesteil Holstein. Die Löwen sind Hauptmotiv im Wappen Dänemarks; mit den dänischen Streitkräften kooperierte die Division eng im Rahmen des deutsch-dänischen Korps LANDJUT. Die Verbandsabzeichen der Division und der unterstellten Brigaden waren bis auf die Borde identisch. In der Tradition der Preußischen Farbfolge erhielt das Verbandsabzeichen der Panzergrenadierbrigade 16 als „erste“ Brigade der Division einen weißen Bord.
Da sich die Verbandsabzeichen der Brigaden der Division nur geringfügig unterschieden, wurde stattdessen gelegentlich auch das interne Verbandsabzeichen des Stabes bzw. der Stabskompanie pars pro toto als „Abzeichen“ der Brigade genutzt. Es zeigte wie im Verbandsabzeichen das Nesselblatt auf grünem Schild. Grün war die Waffenfarbe der Panzergrenadiertruppe. Der aufgelegte Schild mit dem schwarz-weiß gestückelten Bord (die Farben Preußens) und dem Pferd folgte der Darstellung im Wappen des Kreises Herzogtum Lauenburg, das auf das Wappen des preußischen Herzogtums Lauenburg zurückgeht. Das Pferd auf roten Grund ist das Sachsenross ähnlich wie im Wappen Niedersachsens.